# Arthur B. Lamb

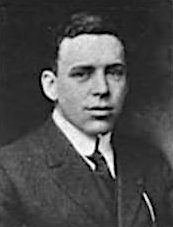
Arthur B. Lamb

Arthur Becket Lamb  (* 25. Februar 1880 in Attleboro, Massachusetts; † 15. Mai 1952) war ein US-amerikanischer Chemiker (Physikalische Chemie, Anorganische Chemie).
Arthur Lamb kam aus einer alteingesessenen Familie Neuenglands, war früh an Naturwissenschaft interessiert (noch auf der Schule baute er 1895 mit Freunden einen Röntgenapparat) und studierte ab 1896 am Tufts College Biologie und am Harvard College Chemie, wobei er 1904 sowohl am Tufts College als auch in Harvard promoviert wurde. In Harvard war Theodore William Richards sein Doktorvater und die Dissertation war über The specific heat of aequeous salt solutions. Danach war er ein Jahr bei Wilhelm Ostwald und Robert Luther in Leipzig. Er wurde Assistant Professor an der New York University und 1912 in Harvard. Im Ersten Weltkrieg arbeitete er in der chemischen Kriegführung als Leiter der Forschung (zuletzt im Rang eines Oberstleutnants), wobei vor allem Schutzmechanismen entwickelte. 1921 kehrte er an die Harvard University zurück. 1920 wurde er Professor und 1940 Dekan der Graduate School of Arts and Sciences. Er baute nach dem Ersten Weltkrieg ein neues chemisches Labor und war bis 1946 dessen Direktor.
1949 erhielt er die Priestley-Medaille. Er war Mitglied der National Academy of Sciences (1924) und der American Academy of Arts and Sciences (1914). 1933 wurde er Präsident der American Chemical Society und er war von 1917 bis 1949 Herausgeber des Journal of the American Chemical Society. 1943 erhielt er die William H. Nichols Medal.
1923 heiratete er Blanche Anne Driscoll und hatte mit ihr zwei Kinder.